# Duncan J. Watts
Duncan J. Watts (Guelph, 20 febbraio 1971) è un sociologo e ricercatore australiano.

## Biografia
Ricercatore Microsoft dal 2012, è noto per il suo articolo del 1998 pubblicato su Nature in cui, insieme a Steven Strogatz, ha introdotto il coefficiente di clustering locale.